# Freiübung

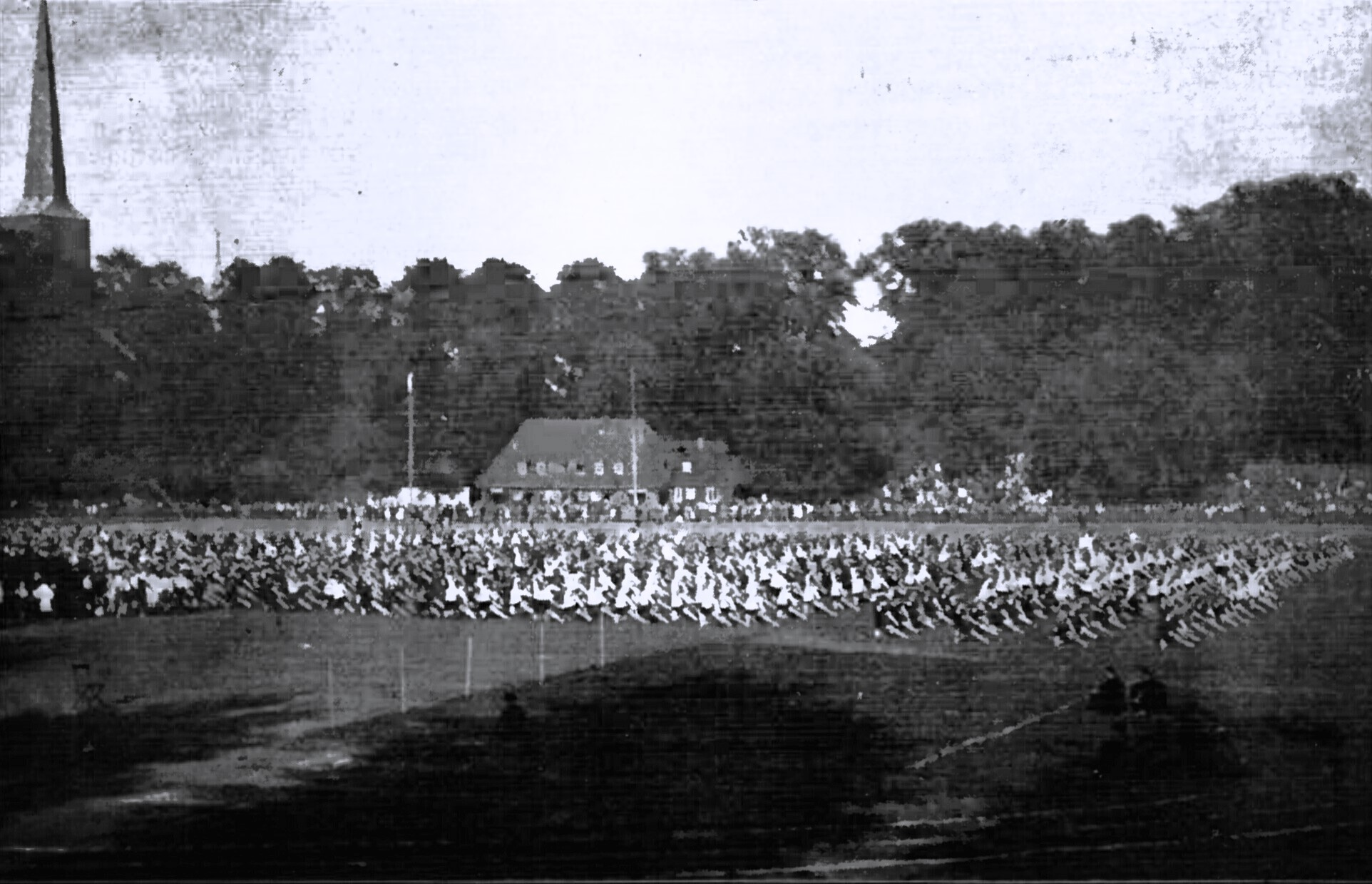
Abhalten von Freiübungen bei den Kampfspielen der Lübeckischen Mädchenschulen am 13. September 1925 auf dem Buniamshof

Die Freiübung ist eine turnerische Disziplin. Als Begründer gilt Adolf Spieß. Bezeichnet werden damit turnerische Übungen ohne Geräte. Bei den Deutschen Turnfesten werden Massenfreiübungen durchgeführt.
Seit 1932 sind die Freiübungen als Bodenturnen Bestandteil der olympischen Sportarten.